# نيتوكريس
نيت إقرت أو نيت إقرتي (باليونانية: Νίτωκρις - نيتوكريس)، قيل إنها كانت الملكة الأخيرة في الأسرة السادسة في مصر القديمة، وقد ذكر اسمها في تاريخ هيرودوت وفي كتابات مانيتون، ولكن تاريخية هذه الشخصية وكونها شخصية حقيقية أم خيالية أمر جدلي حتى الآن. وقد قيل إنها قد تكون ملكة واصية على العرش - وهذا إذا ما كانت شخصية تاريخية من الأساس، ثم انها قد تكون شقيقة الملك مرن رع الثاني وابنة الملك بيبي الثاني والملكة نيت.

## السجلات القديمة
وفقاً لقول المؤرخ اليوناني هيرودوت، دعت نيت إقرت قتلة أخيها، «ملك مصر»، إلى مأدبة، ثم قتلتهم جميعاً من خلال إغراق غرفة محكمة الإغلاق عليهم بمياه النيل.
أخبروني بأنها [يعني نيتوكريس] ورثت العرش بعد مقتل أخيها على يد رعاياه، وهم الذين نصبوها على العرش. ولما تولت عرشها ظلت تدبر الخطط للانتقام لمقتله، فتفتق ذهنها عن خطة ماكرة انتهت بقتل أعداد غفيرة من المصريين. إذ انتهزت مناسبة إنشاء مبنى كبير تحت الأرض فدعت إلى مأدبة احتفالاً بالحدث، وكان ضيوفها من تأكد لديها ضلوعهم في مقتل أخيها، ولما جلسوا هؤلاء إلى المائدة وانشغلوا بالطعام أعطت للخدم إشارة، ففتحوا بوابة تدفقت منها مياه النهر فغمرت المكان فأخذ الضيوف بالمفاجأة وماتوا غرقاً. (هيرودوت)
و لتجنب انتقام أهل الضحايا أقدمت على الانتحار (حيث ألقت بنفسها في حجرة مليئة بالرماد)، ويدّعي مانيتون أنها من بنى «الهرم الثالث» في الجيزة، وهو ما يرجعه المؤرخون وعلماء الآثار المحدثون إلى الملك منكاورع الشهير من عصر الأسرة الرابعة. ومن المرجح أن الأمر قد اختلط على مانيتون نتيجة تشابه أسميّ الملك منكاورع و «اسم العرش» الخاص بالملك نت إقرت الذي هو منكارع. ولدي هيرودوت في تاريخه أيضا ملكة بابلية تحمل نفس الاسم مع ذكر لمنشآت لها في بابل مرتبطة بشكل أساسي مع تحويل نهر الفرات، وقصة عن نفس الملكة البابلية تتعلق بقبرها والنقوش عليه، والتي خدعت داريوس ليفتحه، إلا أنه كان هناك نقش آخر في الداخل ينتقد من يفتح مقبرة ميت من أجل الجشع والدناءة.
و لم تذكر نيت إقرت في أي من النقوش المصرية الأصلية، وربما «هي» لم تكن موجودة من الأساس. وقد تم الادعاء لفترة طويلة أن اسم نيت إقرت يظهر على جزء من قائمة تورينو للملوك، والتي تعود إلى عهد الأسرة التاسعة عشرة، فالجزء حيث يظهر هذا الاسم كان يعتقد أنه مخصص للملوك المنتمين للأسرة السادسة من لائحة الملوك تلك، وبالتالي يكون تأكيداً لكلام كل من هيرودوت ومانيتون؛ ولكن التحليل المجهري لقائمة ملوك تورينو يقترح أن هذا الجزء من القائمة قد وضع في غير محله عند إعادة تجميع المخطوطة، وأن اسم نيت إقرتي الموجود عليه هو في الواقع نسخ خاطئ للاسم ملك ذكر هو بوضوح نتر كا رع سبتاح،  الذي ورد اسمه في قائمة أبيدوس للملوك كخلف لملك من الأسرة السادسة هو مرن رع الثاني (نيت إم ساف). فعلى قائمة أبيدوس تم وضع نتر كا رع سبتاح في مكان يطابق المكان الذي يحمل اسم نيت إقرتي سبتاح على قائمة تورينو.

## قراءة موسعة
- Newberry, Percy Edward. 1943. "Queen Nitocris of the Sixth Dynasty". Journal of Egyptian Archæology 29:51–54.
- Zivie-Coche, Christiane M. 1972. "Nitocris, Rhodopis et la troisième pyramide de Giza". Bulletin de l’Institut français d’archéologie orientale 72:115–138. PDF